# Pervyse
Pervyse (en néerlandais Pervijze) est une section de la ville belge de Dixmude située en Région flamande dans la province de Flandre-Occidentale. C'était une commune à part entière avant la fusion des communes de 1977 qui avait elle même intégré les communes de Lampernisse, Oostkerke et Stuivekenskerke en 1971.

## Géographie
Pervyse se trouve dans un environnement essentiellement rural, dans les polders, à proximité de la mer du Nord et de la station balnéaire de Nieuport.

## Démographie

### Évolution démographique avant la fusion de 1971
- Sources : INS, Rem. : 1831 jusqu'en 1970 = recensements[2].

### Évolution démographique: commune fusionnée de 1971 à 1977
- Sources : INS, Rem. : 1831 jusqu'en 1970 = recensements, 1976 = nombre d'habitants au 31 décembre[2].

## Histoire
Cette localité est originellement composée de deux villages, Pervyse et Chapelle-Sainte-Catherine, comme l'atteste par exemple l'Atlas Ferraris. Il y avait deux paroisses et deux églises, l'église Saint-Nicolas et l'église Sainte-Catherine. En 1812, les deux villages fusionnèrent ce qui explique que ce village était à l'époque plus grand que les villages aux alentours. Les deux paroisses fusionnent et l'église de Pervyse est renommée église Saint-Nicolas et Sainte-Catherine. L'ancienne église Sainte-Catherine se trouvait à emplacement de l'observatoire militaire de Pervyse construit lors de la Première Guerre mondiale.

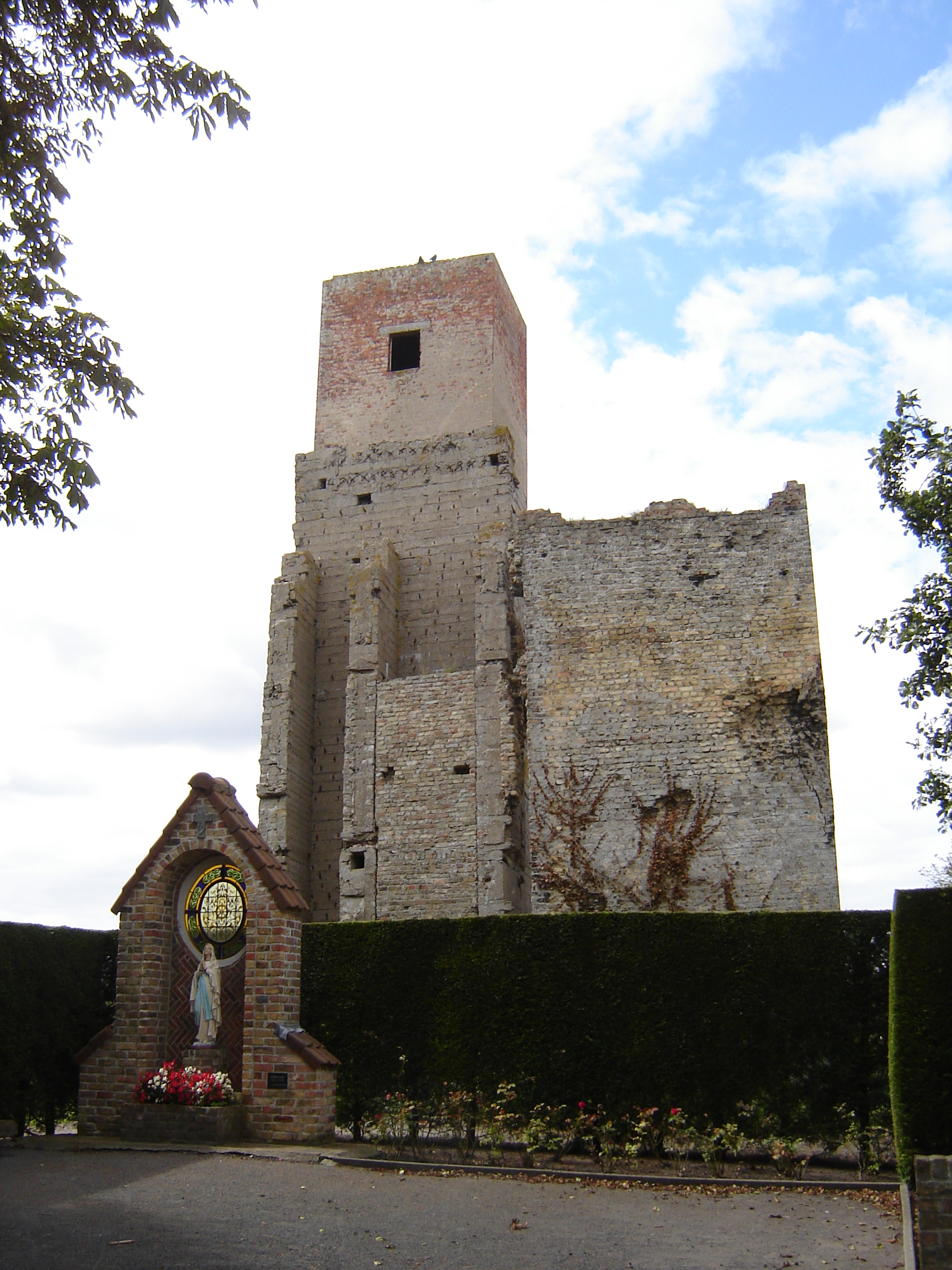
Pervyse, : observatoire militaire à l'emplacement de l'ancienne chapelle Sainte-Catherine

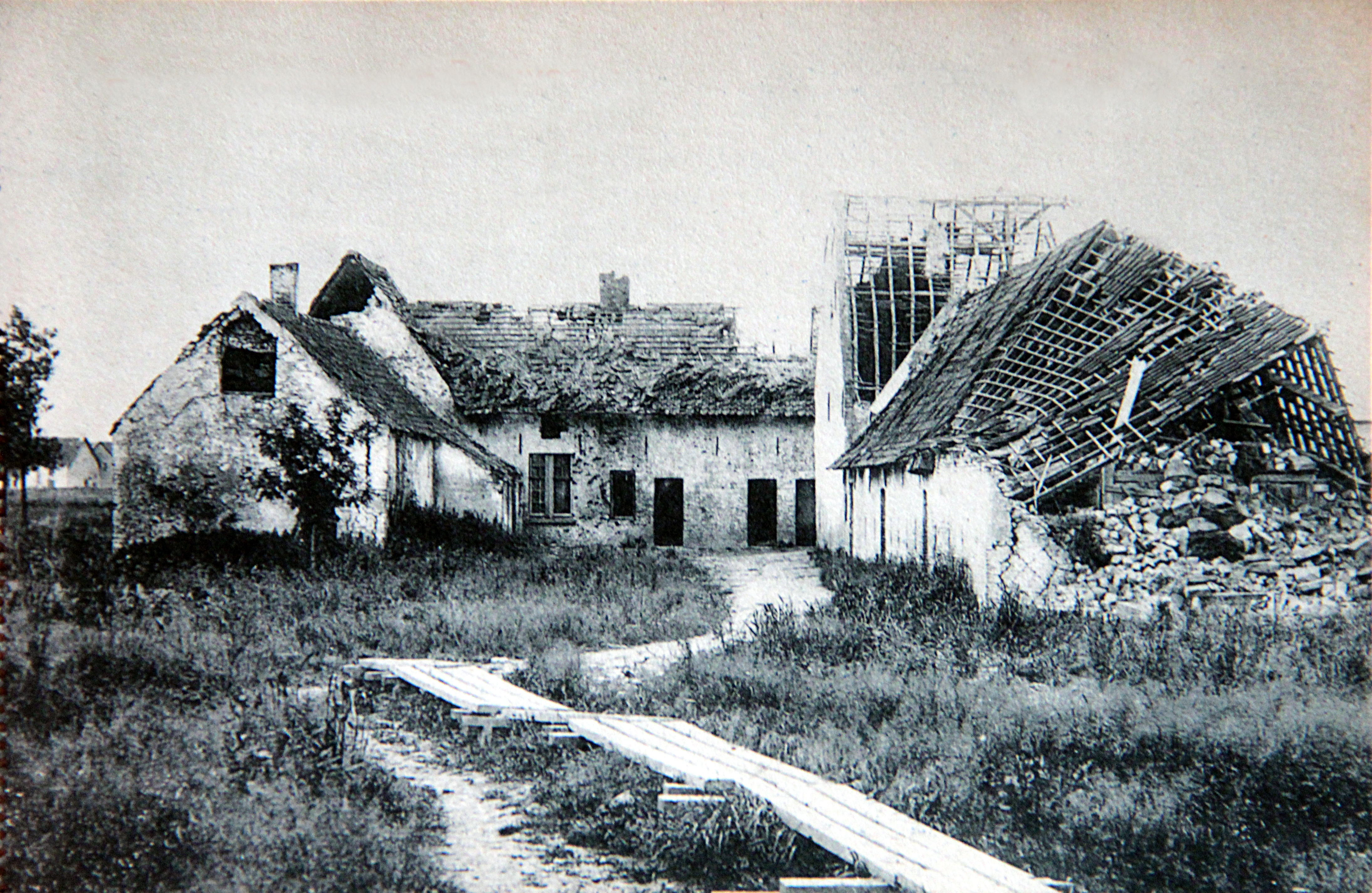
Ferme détruite lors de la bataille ayant eu lieu en juin 1916 au sud de Pervyse

Pervyse est entièrement détruite durant la Première Guerre mondiale, du fait de sa proximité avec le front de l'Yser. La ligne de chemin de fer Nieuport-Dixmude, qui passait par Pervyse, délimitait la zone inondée lors du conflit. Cette zone, délibérément inondée par les Belges pour stopper l'avance allemande, séparait les belligérants.
En raison de ces événements, une rue de Bruxelles (plus précisément d'Etterbeek) porte son nom. Un jeune enfant, alors âgé de trois semaines, trouvé dans les ruines de Pervyse en 1915, reçut même le prénom de Pervyse (Pervyse Albert Ameeuw, né le 20 février 1915 et mort le 22 février 2002).
Une exposition permanente y est dédiée à son histoire durant la Première Guerre mondiale.
Le 29 mai 1940, neuf soldats français du 270e régiment d'infanterie de la caserne de Vitré (Bretagne) meurent au combat à Pervyse.

## Personnalités liées à Pervyse
- Elsie Knocker (en) et Mairi Chisholm (en), infirmières motocyclistes qui tiennent un poste infirmier pendant la durée de la guerre[3],[4].
- Marcel Godet (1882-1914) historien tué près de Pervyse à la bataille de l'Yser. Son nom est inscrit au Panthéon dans la liste des 560 écrivains morts pour la France.
- Le brigadier Jean de Geradon (1897-1918) et son cousin-germain Georges de Geradon (1897-1918), tous deux volontaires de guerre et artilleurs furent écrasés sous les bombes ennemies la même année à Pervyse[5]. Voir De Géradon (familie)[6]